# Grand-duché de Bade
Pour les articles homonymes, voir Bade.
1806–1918
Entités précédentes :
- Électorat de Bade

Entités suivantes :
- République de Bade

Armoiries du grand-duché de Bade en 1806

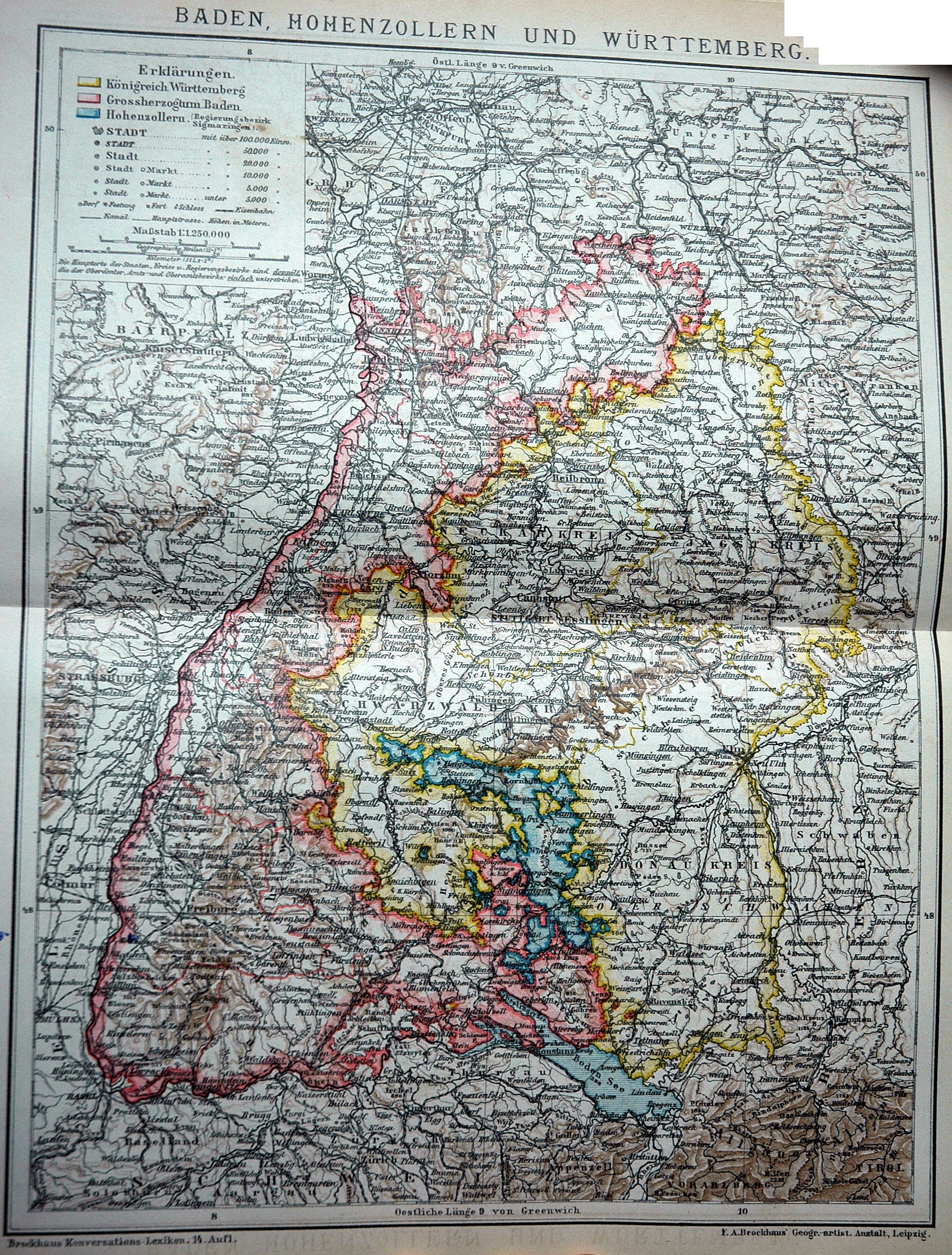
Le territoire du grand-duché d’après un atlas de 1892

Le grand-duché de Bade (en allemand : Großherzogtum Baden) est un État souverain de 1806 à 1871, membre de la confédération du Rhin jusqu'en 1813, de la Confédération germanique de 1815 à 1866 et à partir de 1871, de l'Empire allemand. 
Le margraviat de Bade est élevé, pendant les guerres napoléoniennes, au rang d'électorat, puis à celui de grand-duché, et ces changements de statut s'accompagnent d'une importante expansion territoriale. Le grand-duché est initialement une monarchie absolue puis constitutionnelle à partir de 1818, avant l'émergence de la république de Bade en 1918 à la suite de la révolution de novembre.

## Histoire
L’électeur Charles-Frédéric de Bade est l’un des signataires du traité de Paris du 12 juillet 1806 qui fonda la confédération du Rhin. Il reçoit le titre de grand-duc de Bade, ainsi que d’importantes extensions territoriales lui conférant ainsi un territoire d’un seul tenant. En contrepartie, il s’engage à fournir à l’empereur des Français un contingent de 8 000 hommes. Le margraviat devenu un grand-duché fonctionne comme un État souverain, sous un régime de monarchie constitutionnelle héréditaire.
Après la chute de Napoléon en 1815, le grand-duché rejoint la Confédération germanique. Une constitution est promulguée en date du 2 août 1818, avec deux chambres qui se réunissent tous les deux ans. La deuxième chambre compte 63 députés. Le grand-duché de Bade envoie 14 députés au Reichstag (assemblée confédérale) et a trois voix dans le Conseil fédéral.
Pour l'épisode de la révolution de Mars : voir Grand-duché de Bade
La disparition de la Confédération germanique en 1866 n’entraîne pas pour autant le grand-duché au sein de la confédération de l'Allemagne du Nord : tout comme le grand-duché de Hesse et les royaumes de Wurtemberg et de Bavière, le grand-duché reste nominalement indépendant. Ces États signent cependant des accords secrets avec la nouvelle confédération placée sous l’égide du royaume de Prusse. Le grand-duché participe à la guerre franco-prussienne de 1870 où il aligne la division badoise au sein de l’armée des alliés allemands, puis intègre l’Empire allemand en 1871.
À l'issue de la Première Guerre mondiale, la monarchie est abolie et la république de Bade est proclamée le 14 novembre 1918. Le 22 novembre, le grand-duc Frédéric II est contraint d’abdiquer malgré sa popularité au sein de son peuple.

## Territoire
Le grand-duché recouvrait :
- le margraviat de Bade :
  - le margraviat de Bade-Bade[1] et ses dépendances :
    - le comté d'Eberstein ;
    - les seigneuries de Lahr, Mahlberg et Staufenberg ;

  - le margraviat de Bade-Durlach[1] ;
  - le margraviat de Bade-Hachberg (ou margraviat de Bade-Hochberg)[1] et ses dépendances :
    - la seigneurie de Prechtal ;
    - le Markgräflerland, divisé en :
      - bailliage de Badenweiler, composé de la seigneurie éponyme ;
      - bailliage de Rötteln, composé du landgraviat de Sausenberg et de la seigneurie de Rötteln ;
- les territoires acquis en 1803 :
  - la principauté épiscopale de Constance[1] ;
  - les parties, situées sur la rive droite du Rhin, des principautés épiscopales de Bâle (dont Schliengen), de Spire (dont Bruchsal) et de Strasbourg (dont Ettenheim, Oberkirch et Oppenau)[2] ;
  - les bailliages palatins de Bretten, Heidelberg, Ladenburg et Mannheim, das Stift Odenheim ;
  - les abbayes de Frauenalb, Schwarzbach, Allerheiligen, Lichtental, Gengenbach, Ettenheim, Petershausen et Salmansweiler ;
  - la seigneurie de Lahr ;
  - les cinq villes libres[2] d'Empire[3] de Gengenbach[2],[3], Offenbourg[2],[3], Pfullendorf[2],[3], Überlingen[2],[3] et Zell[2],[3] ;
- les territoires acquis à la paix de Presbourg, en 1805 :
  - le landgraviat de Brisgau, avec Fribourg ;
  - le Baar, avec Villingen ;
  - l'Ortenau[1] ;
  - l'abbaye de Saint-Blaise ;
  - le comté de Bonndorf ;
  - la ville de Constance[1],[2] ;
  - les deux villes forestières[1] de Säckingen[1],[2] et Waldshut[1],[2] ;
- les territoires suivants, acquis par le traité de Paris du 12 juillet 1806, créant la confédération du Rhin :
  - le comté de Bendorf ;
  - les villes de Bruhnlingen, Villingen et Tuttlingen ;
  - la principauté de Hettersheim ;
  - les commanderies teutoniques de Beuggen et de Fribourg ;
  - la principauté de Furstenberg, à l'exception des seigneuries de Gundelfingen, Neufra, Trochtelfingen et Jungenau ainsi que de la partie du bailliage de Moerskirch, située à la gauche du Danube ;
  - la seigneurie de Hagenau ;
  - le comté de Tengen des Auersperg[4] ;
  - le landgraviat de Klettgau[3] des Schwarzenberg[4] ;
  - les bailliages de Neidenau et Billigheim ;
  - la principauté de Linange ;
  - les possessions des princes et comtes de Loewenstein-Wertheim situées à la rive gauche du Main, à l'exception du comté de Loewenstein, la partie de Limbourg-Gaildorf appartenant aux comtes de Loewenstein, et les seigneuries de Heubach, Breuberg et Habizheim ;
  - les possessions du prince de Salm Reiferscheid-Krautheim au nord de la Jaxt ;
- les territoires suivants, acquis par le traité de Paris du 2 octobre 1810[5] :
  - le landgraviat de Nellenburg[3],[5],[N 1] ;
  - la vallée supérieure de la Kinzig[5],[N 2] ;
- les territoires acquis ou confirmés en 1818 (conclusions du congrès d'Aix-la-Chapelle)
  - la principauté de la Leyen, cédée par l'Autriche, qui l'avait acquise au congrès de Vienne (1815), et annexée effectivement le 4 octobre 1819 ;
  - au nord, le différend frontalier avec le Palatinat bavarois (qui cherche une tête de pont à l'est du Rhin) est tranché en faveur du Grand-duché de Bade.

## Religions
La maison princière des Bade-Durlach, de confession luthérienne, avait hérité en 1771 de la branche aînée des Bade-Bade, catholique, et reconstitué l'union des deux principautés, séparées depuis 1535. Lors du recensement de 1825, la répartition des religions dans le grand-duché de Bade (de) montre une nette majorité catholique (67,1 %) avec une forte minorité protestante (31,2 %) et une petite minorité juive (1,6 %). Les catholiques forment la presque totalité de la population dans la plupart des régions rurales et sont majoritaires dans plusieurs bourgs et dans trois villes importantes, Bruchsal, Ettlingen et Fribourg-en-Brisgau. Les protestants sont majoritaires dans les districts détachés du Palatinat, autour de Bretten et Heidelberg, ainsi qu'à Kehl et Pforzheim. Les communautés juives résident principalement dans les villes du nord du grand-duché, à Adelsheim, Bretten, Mannheim, Sinsheim et Wiesloch, ainsi qu'à Constance dans le sud.
Au cours du XIXe siècle, la proportion de catholiques diminue, passant à 63,6 % en 1875, et celle des protestants augmente dans les mêmes proportions, montant à 34,4 %, la proportion de juifs restant à peu près stable à 1,7%. Dans cette période, l'exode rural entraîne un accroissement de la population catholique et juive dans les deux grandes villes, Karlsruhe et Mannheim.
Les gouvernements successifs sont généralement dominés par les protestants. L'Église catholique en Bade est administrée par un Conseil supérieur, siégeant à Karlsruhe, placé sous la tutelle gouvernementale. Au milieu du XIXe siècle, les revendications d'autonomie de l'Église donnent lieu à un conflit connu comme le Kulturkampf badois (de) par analogie avec le Kulturkampf prussien. Cette crise culmine en mai 1854 avec la mise en résidence surveillée de Hermann von Vicari, archevêque de Fribourg-en-Brisgau. Des négociations avec Rome amènent à la signature d'une convention, en juin 1859, reconnaissant une plus grande autonomie à l'Église catholique. Mais les élections de septembre 1859, remportées par une coalition protestante, entraînent l'annulation de la convention.

## Liste des grands-ducs de Bade
1. 1806-1811 : Charles Ier Frédéric (1728-1811)
2. 1811-1818 : Charles II (1786-1818), petit-fils du précédent
3. 1818-1830 : Louis Ier (1763-1830), oncle du précédent
4. 1830-1852 : Léopold Ier (1790-1852), demi-frère du précédent
5. 1852-1858 : Louis II (1824-1858), fils du précédent
6. 1858-1907 : Frédéric Ier (1826-1907), frère du précédent, régent en 1852, grand-duc en 1856
7. 1907-1918 : Frédéric II (1857-1928), fils du précédent

## Liste des prétendants au trône de Bade
- 1918-1928 : Frédéric II de Bade
- 1928-1929 : Max de Bade
- 1929-1963 : Berthold de Bade
- 1963-2022 : Maximilien de Bade
- Depuis 2022 : Bernard de Bade

## Titre
Le titre du souverain du grand-duché de Bade est « grand-duc de Bade, duc de Zähringen ». Il a la qualification d'« altesse royale ».

## Emblèmes
Le grand-duché de Bade a connu deux drapeaux successifs :

Drapeau de 1870 à 1891
Drapeau de 1891 à 1918

## Structure administrative
Arrondissement d'Achern (de)
Arrondissement d'Adelsheim (de)
Arrondissement d'Appenweier (de) (jusqu'en 1819)
Arrondissement de Baden (de)

Arrondissements du grand-duché de Bade en 1890.

Arrondissement de Beuggen (de) (jusqu'en 1810)
Arrondissement de Blumberg (de) (1813-1824)
Arrondissement de Blumenfeld (de) (1813-1857)
Arrondissement de Bonndorf
Arrondissement de Boxberg (de)
Arrondissement de Bretten (de)
Arrondissement de Bruchsal (de)
Arrondissement de Buchen (de)
Arrondissement de Bühl
Arrondissement de Constance (de)
Arrondissement de Donaueschingen (de)
Arrondissement de Durlach (de)
Arrondissement d'Eberbach (de)
Arrondissement d'Emmendingen
Arrondissement d'Engen (de)
Arrondissement d'Eppingen (de)
Arrondissement d'Ettenheim
Arrondissement d'Ettlingen (de)
Arrondissement de Fribourg
Arrondissement de Gengenbach (de) (jusqu'en 1872)
Arrondissement de Gerlachsheim (de) (jusqu'en 1864)
Arrondissement de Gernsbach (jusqu'en 1872)
Arrondissement d'Haslach (de) (1813-1857)
Arrondissement d'Heidelberg (de)
Arrondissement d'Heiligenberg (de) (1824-1849)
Arrondissement d'Hoffenheim (de) (1841-1848)
Arrondissement d'Hornberg (de) (1813-1857)
Arrondissement d'Hüfingen (de) (1813-1849)
Arrondissement de Jestetten (jusqu'en 1872)
Arrondissement de Kandern (de) (jusqu'en 1819)
Arrondissement de Karlsruhe (de)
Arrondissement de Kehl
Arrondissement de Kenzingen (de) (1813-1872)
Arrondissement de Krautheim (de) (jusqu'en 1864)
Arrondissement de Ladenburg (de) (jusqu'en 1864)
Arrondissement de Lahr
Arrondissement de Löffingen (de) (1813-1821)
Arrondissement de Lörrach
Arrondissement de Mannheim (de)
Arrondissement de Meersburg (de) (1813-1857)
Arrondissement de Meßkirch (de)
Arrondissement de Mosbach (de)
Arrondissement de Möhringen (de) (1824-1844)
Arrondissement de Müllheim
Arrondissement de Neckarbischofsheim (de) (1810-1864)
Arrondissement de Neckargemünd (de) (jusqu'en 1857)
Arrondissement de Neudenau (de) (1841-1849)
Arrondissement de Neustadt-en-Forêt-Noire (de)
Arrondissement d'Oberkirch (de)
Arrondissement d'Offenbourg (de)
Arrondissement de Pforzheim (de)
Arrondissement de Pfullendorf (de)
Arrondissement de Philippsburg (de) (jusqu'en 1864)
Arrondissement de Radolfzell (jusqu'en 1872)
Arrondissement de Rastatt
Arrondissement de Säckingen
Arrondissement de Saint-Blaise
Arrondissement de Schliengen (de) (jusqu'en 1810)
Arrondissement de Schönau (de)
Arrondissement de Schopfheim (de)
Arrondissement de Schwetzingen (de)
Arrondissement de Sinsheim (de)
Arrondissement de Staufen
Arrondissement de Stockach
Arrondissement de Stühlingen (de) (1813-1857)
Arrondissement de Tauberbischofsheim (de)
Arrondissement de Triberg (de)
Arrondissement d'Überlingen
Arrondissement de Vieux-Brisach
Arrondissement de Villingen
Arrondissement de Waldkirch
Arrondissement de Waldshut
Arrondissement de Walldürn (de) (jusqu'en 1872)
Arrondissement de Weinheim (de)
Arrondissement de Wertheim (de)
Arrondissement de Wiesloch (de)
Arrondissement de Wolfach (de)